# 古纳
古纳（Guna），是印度中央邦古纳县的一个城镇。总人口137132（2001年）。

## 人口
该地2001年总人口137132人，其中男性72462人，女性64670人；0—6岁人口20648人，其中男10872人，女9776人；识字率66.59%，其中男性为74.72%，女性为57.49%。